# Jean-Claude Van Damme

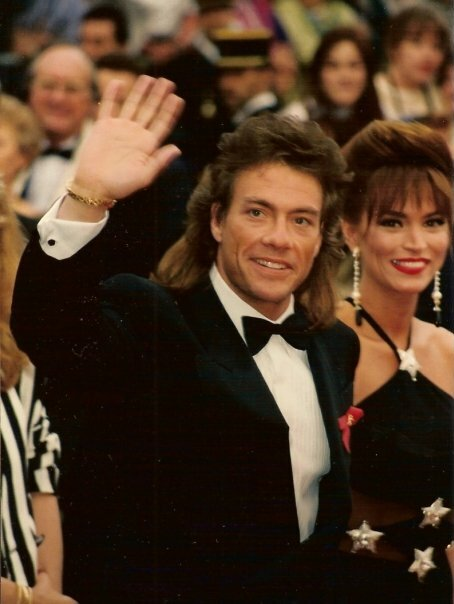
Jean-Claude Van Damme (1993)

Jean Claude Van Damme, wym. niderl. /ʒɑ̃ klod vɑn ˈdɑmə/ właśc. Jean-Claude Camille François Van Varenberg (ur. 18 października 1960 w Berchem-Sainte-Agathe) – belgijski aktor, scenarzysta, producent i reżyser, znany przede wszystkim z kina akcji, nazywany „muskułami z Brukseli” (ang. „muscles from Brussels”).

## Życiorys

### Wczesne lata
Urodził się w Berchem-Sainte-Agathe, w dzielnicy Brukseli, jako jedyny syn Eliany Van Varenberg i Eugène’a Van Varenberga, księgowego i sprzedawcy kwiatów. Jego ojciec pochodził z Brukseli i był dwujęzyczny, a matka była Flamandką. Babka ze strony ojca była Żydówką. Wychowywał się z siostrą Veronique. Mając jedenaście lat zaczął trenować wschodnie sztuki walki i kulturystykę; jego ojciec zapisał go do szkoły shōtōkan (zdobył czarny pas). W latach 1976–1982 Van Damme stoczył kilkadziesiąt walk karate (głównie w formułach light i semi contact). W 1979 był członkiem belgijskiej reprezentacji, która zdobyła w Brukseli drużynowe mistrzostwo Europy EKU w formule semi contact. W okresie tym stoczył też kilkanaście wygranych walk w kickboxingu w formule full contact.
W wieku szesnastu lat rozpoczął pięcioletnie studia baletowe. Zaproponowano mu wstąpienie do zespołu baletowego. Ofertę jednak odrzucił. Jako 18-latek trenował w California Gym w Brukseli. W 1981 wyjechał do Los Angeles, mówił tylko po francusku i flamandzku. Początkowo pracował dorywczo jako kierowca limuzyny, taksówkarz, instalator dywanów, barman, ochroniarz i doręczyciel pizzy. W międzyczasie uczył się poprawnej wymowy języka angielskiego.

### Kariera

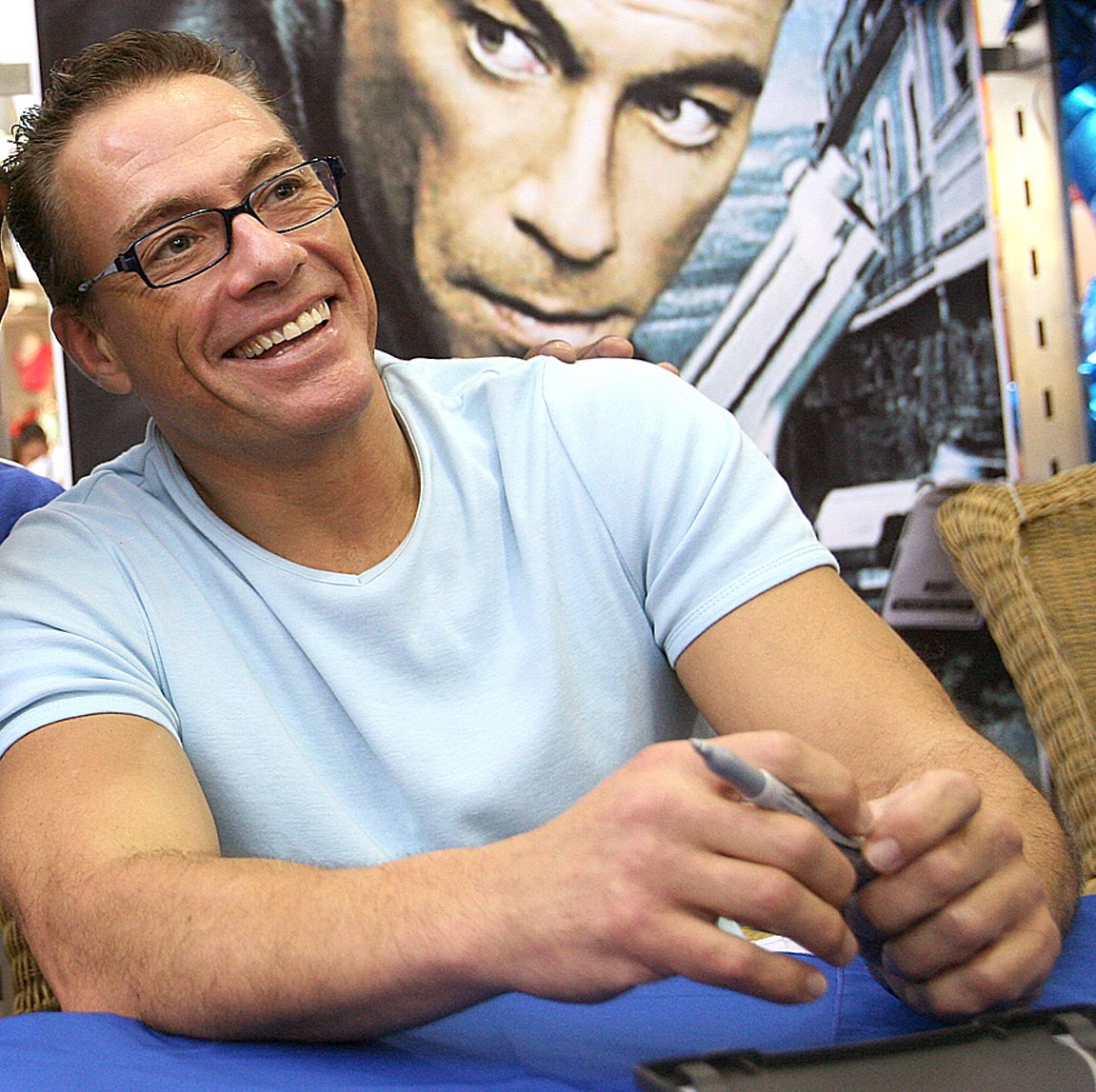
Van Damme (2007)

W 1983 pod pseudonimem Jean-Claude Van Damme znalazł się na planie dreszczowca Cujo, jednak ostatecznie zdjęcia z jego udziałem zostały wycięte. Rok później jako Jean-Claude Vandam pojawił się w 48-minutowej niezależnej komedii o homoseksualistach zatytułowanej Monako na zawsze (Monaco Forever, 1984) jako czarny charakter, gej-karateka. Następnie wystąpił we francuskim dramacie Ulica barbarzyńców (Rue barbare, 1984) i komedii muzycznej Breakdance (Breakin, 1984) z udziałem Ice’a-T. Był także koordynatorem kaskaderów w wojennym filmie akcji Zaginiony w akcji (Missing in Action, 1984) z Chuckiem Norrisem.
W 1986 w restauracji w Beverly Hills spotkał izraelskiego reżysera i producenta filmowego Menahema Golana i zademonstrował mu swoje umiejętności wschodnich sztuk walki. W dramacie sensacyjnym Bez odwrotu (No Retreat, No Surrender, 1986) zagrał postać Iwana – nowo kreowanego mistrza karate. Przełomem w jego karierze filmowej stała się rola znakomitego wojownika Franka Duxa, założyciela pierwszej w Stanach Zjednoczonych szkoły ninjutsu, w opartym na prawdziwych zdarzeniach sportowym filmie akcji Krwawy sport (Bloodsport, 1988), za którą jednak zdobył nominację do Złotej Maliny jako najgorszy debiut aktorski. W dramacie sensacyjnym Czarny orzeł (Black Eagle, 1988) pojawił się jako czarny charakter – zimny i zdeterminowany agent KGB. Był samotnym wojownikiem walczącym z armią futurystycznych piratów w filmie fantastycznonaukowym Cyborg (1989).
W 1990 spróbował swoich sił jako scenarzysta niezależnego filmu Lwie Serce (Lionheart), gdzie zagrał postać żołnierza legii cudzoziemskiej. W sensacyjnym dramacie fantastycznonaukowym Ronalda Emmericha Uniwersalny żołnierz (Universal Soldier, 1992) został obsadzony w roli protagonisty Luca Deveraux – żołnierza-cyborga GR44, przeciwnika Dolpha Lundgrena. Emmerich miał ambicje, aby konflikt dwóch żołnierzy przywodził na myśl Czas apokalipsy. W 1992 Van Damme i Lundgren promowali Uniwersalnego żołnierza na 45. Festiwalu Filmowym w Cannes, gdzie na czerwonym dywanie obaj cedząc słowa przepychali się na oczach dziennikarzy i ochroniarzy, a tym samym stali się bohaterami skandalu. Po latach Lundgren przyznał, że bójka została dokładnie zaplanowana. Film Emmericha powstał za 23 mln dolarów i przyniósł producentom 13 mln zysku.
Kolejne produkcje z jego udziałem to melodramat Uciec, ale dokąd? (Nowhere to Run, 1993) z Rosanną Arquette, dreszczowiec Nieuchwytny cel (Hard Target, 1993) i dreszczowiec fantastycznonaukowy Strażnik czasu (Timecop, 1994).
W 1996 zadebiutował jako reżyser dreszczowca przygodowego The Quest z udziałem Rogera Moore, Jamesa Remara i Louisa Mandylora. Za ekranowy duet z Dennisem Rodmanem w dreszczowcu Ryzykanci (Double Team, 1997) otrzymał Złotą Malinę w kategorii najgorsze ekranowe połączenie. Podwójna rola brutalnego seryjnego mordercy i jego sklonowanej repliki w thrillerze sensacyjnym sci-fi Replikant (Replicant, 2001) przyniosła mu nominację do nagrody Video Premiere.
Van Damme i Lundgren spotkali się planie filmowym wielokrotnie. Zagrali razem w dwóch sequelach Uniwersalnym żołnierzu: Regeneracji (2009) i Uniwersalnym żołnierzu: Dniu odrodzenia (2012), dwóch sequelach Niezniszczalnych 2 (2012) i Niezniszczalnych 3 (2014), a także w dreszczowcu W Otchłani (Black Water, 2018) i filmie animowanym Minionki: Wejście Gru (Minions: The Rise of Gru, 2022).
13 listopada 2013 w serwisie YouTube swoją premierę miała reklamę ciężarówek Volvo z Van Dammem w roli głównej pt. The Epic Split, którą w ciągu pięciu dni wyświetlono ponad 26 mln razy. Od 19 sierpnia 2016 do 15 grudnia 2017 występował jako Johnson w serialu sensacyjnym Jean-Claude Van Johnson, wyprodukowanym przez Ridleya Scotta.
Powrócił na ekran jako Mistrz Durand w filmie sztuk walki Johna Stockwella Kickboxer: Vengeance (2016) i sequelu Kickboxer: Retaliation (2017) z udziałem Mike’a Tysona; w Kickboxerze (1989) grał Kurta Sloane.
Był na okładkach magazynów takich jak „Bravo” (czerwiec 1991, styczeń 1992), „Details” (wrzesień 1991, styczeń 1996), „Penthouse” (sierpień 1992), „Entertainment Weekly” (styczeń 1993), „Playgirl” (październik 1994), „GQ” (sierpień 1995), „Esquire” (lipiec 2012) i kilkakrotnie został opisany na łamach „Men’s Health”.

## Kontrowersje
W 2011 roku Van Damme, wraz z innymi celebrytami, w tym Hilary Swank, Vanessą-Mae i Sealem, spotkali się z krytyką organizacji praw człowieka za udział w wydarzeniu w Groznym, które zorganizowano w tym samym czasie kiedy czeczeński prezydent Ramzan Kadyrow obchodził 35 urodziny, 5 października. Przed wydarzeniem, Europejskie Centrum Praw Konstytucyjnych i Człowieka (ang. European Centre for Constitutional and Human Rights, ECCHR), pozarządowa organizacja prawnicza z siedzibą w Berlinie, wezwała celebrytów do odwołania swojego udziału z powodu podejrzeń o stosowanie tortur, które miały mieć miejsce za Kadyrowa. Po wydarzeniu, obecność celebrytów na uroczystości skrytykowała organizacja Human Rights Watch: „Ramzan Kadyrow jest powiązany z długą listą przerażających naruszeń praw człowieka. Imprezowanie z nim i bycie przez niego opłacanym jest dla gwiazd niestosowne. Wzmacnia to jego wizerunek i legitymizuje brutalnego przywódcę i jego reżim.” HRW wezwała celebrytów do zwrócenia wszelkich otrzymanych pieniędzy lub prezentów. Wszyscy celebryci mieli otrzymać honorarium za obecność na imprezie.

## Życie prywatne
W 1978 poznał Marię Rodriguez, z którą się ożenił 25 sierpnia 1980. W 1984 rozwiedli się. 24 sierpnia 1985 poślubił Cynthię Derderian, z którą się rozwiódł w 1986. 3 stycznia 1987 ożenił się z Gladys Portugues, z którą ma dwoje dzieci – syna Kristophera (ur. 1987) i córkę Biancę (ur. 1990). Rozwiedli się w 1992. 3 lutego 1994 poślubił Darcy LaPier, z którą ma syna Nicholasa (ur. 10 października 1995). W listopadzie 1997 doszło do rozwodu. 25 czerwca 1999 Van Damme i Gladys Portugues ponownie zawarli związek małżeński. Dzieci Van Dammego są aktorami – występują wraz z nim w filmach akcji.

## Filmografia
| Rok  | Tytuł                                                                        | Rola                                              | Reżyser                                               |
| ---- | ---------------------------------------------------------------------------- | ------------------------------------------------- | ----------------------------------------------------- |
| 1979 | Kobieta między psem i wilkiem (Femme entre chien et loup)                    | energiczny mężczyzna w ogrodzie                   | André Delvaux                                         |
| 1983 | Cujo                                                                         | scena usunięta                                    | Lewis Teague                                          |
| 1984 | Monako na zawsze (Monaco Forever)                                            | karateka-gej                                      | William A. Levey                                      |
| 1984 | Ulica barbarzyńców (Rue barbare)                                             | statysta-policjant w scenie przyjazdu             | Gilles Béhat                                          |
| 1986 | Bez odwrotu (No Retreat, No Surrender)                                       | Ivan Krushensky                                   | Corey Yuen                                            |
| 1988 | Krwawy sport (Bloodsport)                                                    | Frank Dux                                         | Newt Arnold                                           |
| 1988 | Czarny orzeł (Black Eagle)                                                   | Andrei                                            | Eric Karson                                           |
| 1989 | Cyborg                                                                       | Gibson Rickenbacker                               | Albert Pyun                                           |
| 1989 | Kickboxer                                                                    | Kurt Sloane                                       | Mark DiSalle, David Worth                             |
| 1990 | Wykonać wyrok (Death Warrant)                                                | Louis Burke                                       | Deran Sarafian                                        |
| 1990 | Lwie Serce (Lionheart)                                                       | Lyon Gaultier                                     | Sheldon Lettich                                       |
| 1991 | Podwójne uderzenie (Double Impact)                                           | Alex Wagner/Chad Wagner                           | Sheldon Lettich                                       |
| 1992 | Uniwersalny żołnierz (Universal Soldier)                                     | Luc Deveraux                                      | Roland Emmerich                                       |
| 1993 | Uciec, ale dokąd? (Nowhere to Run)                                           | Sam Gillen                                        | Robert Harmon                                         |
| 1993 | Nieuchwytny cel (Hard Target)                                                | Chance Boudreaux                                  | John Woo                                              |
| 1993 | Bohater ostatniej akcji (Last Action Hero)                                   | w roli samego siebie (Cameo)                      | John McTiernan                                        |
| 1994 | Strażnik czasu (Timecop)                                                     | Max Walker                                        | Peter Hyams                                           |
| 1994 | Uliczny wojownik (Street Fighter)                                            | pułkownik William F. Guile                        | Steven E. de Souza                                    |
| 1995 | Nagła śmierć (Sudden Death)                                                  | Darren McCord                                     | Peter Hyams                                           |
| 1996 | Maksimum ryzyka (Maximum Risk)                                               | Alain Moreau/Michaił Suverov                      | Ringo Lam                                             |
| 1996 | Przyjaciele (Friends, sitcom)                                                | w roli samego siebie                              | Michael Lembeck                                       |
| 1996 | The Quest                                                                    | Christopher Dubois                                | Jean-Claude Van Damme                                 |
| 1997 | Ryzykanci (Double Team)                                                      | Jack Quinn                                        | Tsui Hark                                             |
| 1998 | Legionista (Legionnaire)                                                     | Alain Lefevre                                     | Peter MacDonald                                       |
| 1998 | Za ciosem (Knock Off)                                                        | Marcus Ray                                        | Tsui Hark                                             |
| 1999 | Uniwersalny żołnierz: Powrót (Universal Soldier: The Return)                 | Luc Deveraux                                      | Mic Rodgers                                           |
| 1999 | Inferno: Piekielna walka (Desert Heat)                                       | Eddie Lomax                                       | John G. Avildsen                                      |
| 2001 | Replikant (Replicant)                                                        | Edward „The Torch” Garrette/Replikant             | Ringo Lam                                             |
| 2001 | Zakon (The Order)                                                            | Rudy Cafmeyer/Charles Le Vaillant                 | Sheldon Lettich                                       |
| 2002 | Pasażer (Derailed)                                                           | Jacques Kristoff                                  | Bob Misiorowski                                       |
| 2003 | Skazany na piekło (In Hell/The Savage)                                       | Kyle LeBlanc                                      | Ringo Lam                                             |
| 2004 | Mściciel (Wake of Death)                                                     | Ben Archer                                        | Philippe Martinez                                     |
| 2004 | Las Vegas (serial TV)                                                        | w roli samego siebie                              | Tucker Gates                                          |
| 2004 | Sny o potędze (Narco)                                                        | Jean-Claude Van Damme w fantazjach Lenny’ego Bara | Tristan Aurouet, Gilles Lellouche                     |
| 2006 | Zastępca (Second in Command)                                                 | Sam Keenan                                        | Simon Fellows                                         |
| 2006 | Korpus weteranów (The Hard Corps)                                            | Philip Sauvage                                    | Sheldon Lettich                                       |
| 2006 | Egzamin (Sınav)                                                              | Charles                                           | Ömer Faruk Sorak                                      |
| 2007 | Aż do śmierci (Until Death)                                                  | Anthony Stowe                                     | Simon Fellows                                         |
| 2008 | Strażnik granicy (The Shepherd: Border Patrol)                               | Jack Robideaux                                    | Isaac Florentine                                      |
| 2008 | J.C.V.D.                                                                     | w roli samego siebie                              | Mabrouk El Mechri                                     |
| 2009 | Uniwersalny żołnierz: Regeneracja (Universal Soldiers: Reganeration)         | Luc Deveraux                                      | John Hyams                                            |
| 2009 | Robot Chicken (serial TV)                                                    | Rhett Butler (głos)                               | Chris McKay, Kevin Shinick                            |
| 2011 | Krzyżowy ogień (Assassination Games)                                         | Vincent Brazil                                    | Ernie Barbarash                                       |
| 2011 | Beur sur la ville                                                            | pułkownik Merot (Cameo)                           | Djamel Bensalah                                       |
| 2011 | Kung Fu Panda 2                                                              | Mistrz Krokodyl (głos)                            | Jennifer Yuh Nelson                                   |
| 2012 | Rzhevsky vs. Napoleon (Rzhevskiy protiv Napoleona)                           | w roli samego siebie (Cameo)                      | Marius Balchunas                                      |
| 2012 | Oczy smoka (Dragon Eyes)                                                     | Jean-Luis Tiano                                   | John Hyams                                            |
| 2012 | Uniwersalny żołnierz: Dzień odrodzenia (Universal Soldier: Day of Reckoning) | Luc Deveraux                                      | John Hyams                                            |
| 2012 | Niezniszczalni 2 (The Expendables 2)                                         | Jean Vilain                                       | Simon West                                            |
| 2012 | 6 kul (Six Bullets)                                                          | Samson Gaul                                       | Ernie Barbarash                                       |
| 2012 | U.F.O. (Alien Uprising)                                                      | George                                            | Dominic Burns                                         |
| 2013 | Bliski wróg (Enemies Closer)                                                 | Xander                                            | Peter Hyams                                           |
| 2014 | Obóz integracyjny (Welcome to the Jungle)                                    | Storm Rotchild                                    | Rob Meltzer                                           |
| 2014 | Miasto odkupienia (Swelter)                                                  | Stillman                                          | Keith Parmer                                          |
| 2014 | Full Love                                                                    | Frenchy                                           | Jean-Claude Van Damme (także producent i scenarzysta) |
| 2015 | Pound of Flesh                                                               | Deacon                                            | Ernie Barbarash                                       |
| 2015 | Jiān Bing Xiá                                                                | w roli samego siebie (Cameo)                      | Da Peng                                               |
| 2016 | Kickboxer: Vengeance                                                         | Mistrz Durand                                     | John Stockwell                                        |
| 2016 | Kung Fu Panda 3                                                              | Mistrz Krokodyl (głos)                            | Jennifer Yuh Nelson, Alessandro Carloni               |
| 2017 | Bałkańska Vendetta (Kill’Em All)                                             | Philip                                            | Peter Malota                                          |
| 2018 | Kickboxer: Odwet (Kickboxer: Retaliation)                                    | Mistrz Durand                                     | Dimitri Logothetis                                    |
| 2018 | W otchłani (Black Water)                                                     | Wheeler                                           | Pasha Patriki                                         |
| 2018 | Gotowy na wszystko (Lukas)                                                   | Lukas                                             | Julien Leclercq                                       |
| 2019 | Więźniowie dzielnicy (We Die Young)                                          | Daniel                                            | Lior Geller                                           |
| 2021 | Frenchy                                                                      | Frenchy                                           | Jean-Claude Van Damme                                 |
| 2021 | Ostatni najemnik (Le dernier mercenaire)                                     |                                                   | David Charhon                                         |
| 2022 | Minionki: Wejście Gru (Minions: The Rise of Gru)                             | Jean Clawed (głos)                                | Kyle Balda, Brad Ableson, Jonathan del Val            |
| 2024 | Mroczny opiekun (Darkness of Man)                                            | Russell Hatch                                     | James Cullen Bressack                                 |
| 2024 | Bałkańska vendetta 2 (Kill 'Em All 2)                                        | Philip                                            | Valeri Milev                                          |
| 2025 | Ogrodnik (The Gardener)                                                      | Leo                                               | David Charhon                                         |

### Teledyski
| Rok  | Tytuł                       | Artysta                                 |
| ---- | --------------------------- | --------------------------------------- |
| 1992 | „Body Count’s in the House” | Body Count                              |
| 1994 | „Time Won’t Let Me”         | The Smithereens                         |
| 1994 | „Straight to My Feet”       | MC Hammer/gościnnie Deion Sanders       |
| 1995 | „Something There”           | Chage and Aska                          |
| 1999 | „Crush ’Em”                 | Megadeth                                |
| 2003 | „Kiss My Eyes”              | Bob Sinclar                             |
| 2008 | „Ya Lyublyu Ego”            | Iryna Bilyk / Olga Gorbacheva           |
| 2015 | „The Hum”                   | Dimitri Vegas & Like Mike / Ummet Ozcan |
| 2020 | „Ultrarêve”                 | AaRON                                   |

## Nagrody
| Rok  | Nagroda         | Kategoria                                     | Film                          |
| ---- | --------------- | --------------------------------------------- | ----------------------------- |
| 1992 | Nagroda „Bravo” | Srebrna statuetka Bravo Otto: Najlepszy aktor | —                             |
| 1993 | Nagroda „Bravo” | Brązowa statuetka Bravo Otto: Najlepszy aktor | —                             |
| 1998 | Złota Malina    | Najgorsza ekranowa para (z Dennisem Rodmanem) | Ryzykanci (Double Team, 1997) |